# Videografia de Ivete Sangalo
A videografia de Ivete Sangalo, uma cantora e compositora brasileira, consiste em 35 singles, trinta videoclipes próprios e oficiais, sete participações em videoclipes de outros artistas e cinco DVDs lançados em uma carreira iniciada em 1999 como cantora solo. A cantora possui treze videos gravados em estúdio, vinte e quatro videos ao vivo e uma animação gráfica, não sendo lançado uma coletânea agregando todos até a atualidade.
Com seus DVDs Ivete Sangalo marcou seu nome não só no número de vendas no Brasil, mas no mundo, sendo a artista com maior número de DVDs vendidos mundialmente. Seu primeiro foi o MTV Ao Vivo - Ivete Sangalo, em 2004, que comemora os 10 anos de carreira no Estádio Octávio Mangabeira, a popular Fonte Nova, recebendo mais de 80 mil pessoas e artistas como Gilberto Gil, a dupla Sandy & Junior e as cantoras Daniela Mercury e Margareth Menezes. O trabalho vendeu em torno de 1 milhão de cópias. Em 2007 é lançado o segundo álbum de vídeo, Multishow ao Vivo: Ivete no Maracanã, que vendeu certa de 700 mil cópias e três indicações ao prêmio Grammy Latino, nas categorias de Melhor Canção Brasileira, Melhor Álbum de Música Pop Brasileira Contemporânea e Melhor Videoclipe de Formato Longo. Em 2009 chega às lojas o DVD Pode Entrar, gravado dentro da casa da cantora com participação de nomes consagrados da música brasileira como Maria Bethânia, Lulu Santos e Carlinhos Brown, recebendo três indicações ao Grammy Latino. Em 2010 é lançado o DVD-coletânea Duetos, trazendo os videos das melhores apresentações com outros artistas de Ivete Sangalo. Em 2011 é a vez do novo show da cantora ser lançado, o Multishow ao Vivo: Ivete Sangalo no Madison Square Garden, gravado em Nova Iorque com participação de Nelly Furtado, Juanes, Diego Torres e Seu Jorge.

## Álbuns de vídeo
| Álbum                                                                                  | Detalhes                                                                                              | Melhores posições | Melhores posições | Melhores posições | Vendas                          | Certificações                     |
| Álbum                                                                                  | Detalhes                                                                                              | BRA               | ARG               | POR               | Vendas                          | Certificações                     |
| -------------------------------------------------------------------------------------- | --- | ----------------- | ----------------- | ----------------- | ------------------------------- | --------------------------------- |
| MTV Ao Vivo                                                                            | - Lançamento: 13 de abril de 2004 - Formatos: DVD, download digital - Gravadora: Universal            | 1                 | —                 | —                 | - : 700.000+                    | - PMB: 5× Diamante                |
| Ivete no Maracanã                                                                      | - Lançamento: 21 de março de 2007 - Formatos: DVD, download digital - Gravadora: Universal            | 1                 | —                 | 10                | - : 1.200.000                   | - PMB: 2× Diamante - AFP: Platina |
| Pode Entrar                                                                            | - Lançamento: 5 de junho de 2009 - Formatos: DVD, download digital - Gravadora: Universal             | 7                 | —                 | 2                 | - : 520.000[A] - : 7.500        | - PMB: Platina - AFP: Ouro        |
| Ivete Sangalo no Madison Square Garden                                                 | - Lançamento: 7 de dezembro de 2010 - Formatos: DVD, blu-ray, download digital - Gravadora: Universal | 1                 | 5                 | 9                 | - : 1.000.000 - : 7.500         | - PMB: Diamante - AFP: Ouro       |
| Ivete, Gil e Caetano (com Gilberto Gil e Caetano Veloso)                               | - Lançamento: 14 de maio de 2012 - Formatos: DVD, blu-ray, download digital - Gravadora: Universal    | 20                | —                 | 5                 | - : 150.000                     | - PMB: Platina                    |
| Ivete Sangalo 20 Anos                                                                  | - Lançamento: 6 de maio de 2014 - Formatos: DVD, blu-ray, download digital - Gravadora: Universal     | 1                 | —                 | —                 | - : 255.000                     | - PMB: 2× Platina                 |
| Acústico em Trancoso                                                                   | - Lançamento: 29 de julho de 2016 - Formatos: DVD, download digital - Gravadora: Universal            | 1[C]              | —                 | —                 | - : 50.000 (até agosto de 2016) |                                   |
| Live Experience                                                                        | - Lançamento: 2019 - Formatos: DVD, download digital - Gravadora: Universal                           | —                 | —                 | —                 |                                 |                                   |
| Macaco Sessions: Ivete Sangalo                                                         | - Lançamento: 14 de outubro de 2022 - Formatos: Streaming - Gravadora: Macaco Sessions                | —                 | —                 | —                 |                                 |                                   |
| TBA                                                                                    | - Lançamento: 2024 - Formatos: DVD, download digital, streaming - Gravadora:                          | —                 | —                 | —                 |                                 |                                   |
| "—" denota álbuns que não entraram nas paradas musicais ou não foram lançados no país. | |                   |                   |                   |                                 |                                   |

### Coletâneas
| Duetos                                                                                 | - Lançamento: 5 de maio de 2010 - Formatos: DVD, download digital - Gravadora: Universal      | — | 3 | - : 120.000 | - PMB: Platina |
| Sai do Chão: O Carnaval de Ivete Sangalo                                               | - Lançamento: 11 de dezembro de 2015 - Formatos: DVD, download digital - Gravadora: Universal | 1 | — |             |                |
| "—" denota álbuns que não entraram nas paradas musicais ou não foram lançados no país. |                                                                                               |   |   |             |                |

## Videoclipes

### Como artista principal
| Canção                            | Ano  | Diretor                                    | Ref.   |
| --------------------------------- | ---- | ------------------------------------------ | ------ |
| "Tá Tudo Bem"                     | 1999 | Hugo Prata                                 | [ 16 ] |
| "Canibal"                         | 1999 | Monique Gardenberg                         | [ 17 ] |
| "Se Eu Não Te Amasse Tanto Assim" | 2000 | Preta Gil                                  | [ 18 ] |
| "A Lua Q Eu T Dei"                | 2000 | Caio Abreia, Chico Abreia e Manitou Felipe | [ 19 ] |
| "Back at One"                     | 2001 | Alex Miranda                               | [ 20 ] |
| "Festa"                           | 2002 | André Horta e Marcelo Galvão               | [ 21 ] |
| "Si Yo No Te Amase Tanto Asi"     | 2006 | —                                          |        |
| "O Farol"                         | 2015 | Ricardo Laganaro                           | [ 22 ] |
| "À Vontade"                       | 2017 | Giovanni Bianco                            | [ 23 ] |
| "Cheguei Pra Te Amar"             | 2017 | Nixon Freire                               | [ 24 ] |
| "Um Sinal"                        | 2018 | Philippe Noguchi                           | [ 25 ] |
| "Pra Vida Inteira"                | 2020 | Bruno Ilogti                               | [ 26 ] |
| "O Mundo Vai"                     | 2020 | Chico Kertsz                               | [ 27 ] |
| "Não Me Olha Assim"               | 2020 | Bruno Ilogti                               | [ 28 ] |
| "Localizei"                       | 2020 | Carlos Coppini                             |        |
| "Me Liga"                         | 2020 | Chico Kértesz                              |        |
| "Na Janela"                       | 2020 | Chico Kértesz                              |        |
| "Dura na Queda"                   | 2020 | Ivete Sangalo                              |        |
| "Mulheres não têm que chorar"     | 2020 | Nina Ribeiro                               |        |
| "Não pode parar"                  | 2020 | Miguel Cariello Henrique Badke             |        |
| "Tá solteira, mas não tá sozinha" | 2021 | Chico Kertész                              |        |

### Como artista convidada
| Canção                               | Ano  | Artista principal                           | Diretor                         | Ref.   |
| ------------------------------------ | ---- | ------------------------------------------- | ------------------------------- | ------ |
| "El Ultimo Adios (The Last Goodbye)" | 2001 | Artistas pelos Ataques de 11/09             | José Antonio Molina             | [ 29 ] |
| "Amor Que Fica"                      | 2007 | Zezé di Camargo & Luciano                   | Breno Silveira                  | [ 30 ] |
| "E Agora Nós?"                       | 2009 | Sorriso Maroto                              | —                               |        |
| "Carinho de Verdade"                 | 2011 | Artistas contra a Violência Sexual Infantil | Alê Braga e Thiago Frade        | [ 32 ] |
| "Creo en America"                    | 2011 | Diego Torres e Choc Quib Town               | Eduardo Pinto                   | [ 33 ] |
| "No Me Compares"                     | 2012 | Alejandro Sanz                              | Ethan Lader                     | [ 34 ] |
| "O Povo Inteiro"                     | 2012 | Jammil e uma Noites                         | Marinho Antunes                 | [ 35 ] |
| "Parece Que o Vento"                 | 2015 | Wesley Safadão                              | Olho de Peixe                   | [ 36 ] |
| "Reprise"                            | 2015 | Thiago Martins                              | Thiago Marques e Victor Mattina | [ 37 ] |
| "Estaca Zero"                        | 2016 | Luan Santana                                | Ludmila Machado                 | [ 38 ] |
| "Serei pra Ti"                       | 2017 | Mestrinho                                   | Rodrigo Zanchini                | [ 39 ] |
| "Revoltada (Ao Vivo)"                | 2017 | Solange Almeida                             | Fernando Trevisan               | [ 40 ] |
| "Avisa Que Eu Cheguei"               | 2017 | Naiara Azevedo                              | Caverna Filmes                  | [ 41 ] |
| "Ioiô"                               | 2018 | Dilsinho                                    | Bruno Fioravanti                | [ 42 ] |

### Vídeos promocionais
| Canção                                  | Ano  | Diretor         | Notas                             |
| --------------------------------------- | ---- | --------------- | --------------------------------- |
| "Deusas do Amor"                        | 2014 | Fred Ouro Preto | Para a campanha da Gillette Venus |
| "O Brasil Vai Conquistar o Seu Coração" | 2014 | Thiago Almeida  | Para a campanha da EMBRATUR       |
| "Prontas pra Divar"                     | 2015 | Gabi Brites     | Para a campanha da Gillette Venus |
| "Palmas Pelo Brasil"                    | 2016 | Thiago Icassati | Para a campanha da SBP            |